# Els de Groen
Els de Groen-Kouwenhoven (Den Haag, 23 december 1949) is een Nederlandse (kinderboeken)schrijfster, publiciste en journaliste. Ze was van 2004 tot 2009 lid van het Europees Parlement en maakte deel uit van de fractie De Groenen/Vrije Europese Alliantie (Groenen/VEA).

## Levensloop
De Groen studeerde Frans en werkte vijf jaar als lerares. In die tijd begon ze met het schrijven van korte verhalen.
Sinds 1975 heeft De Groen tientallen boeken geschreven voor kinderen en jongeren, en in 1999 ook een boek voor volwassenen (De bruidskogel). In 1978 ontving De Groen de Jantje Beton Prijs vanwege haar initiatief om wekelijks kinderen te interviewen over een actueel onderwerp voor de Kinderkrant (een uitgave van het Algemeen Dagblad ). Ook schreef ze recensies van jeugdliteratuur voor de boekenrubriek van de Kinderkrant en voor andere kranten en bladen en de BRT.
Het boek Het jaar van het goede kind, dat De Groen schreef samen met de Russische dissidente schrijver Edoeard Oespenski nadat ze hem in 1984 had ontmoet, werd daar in eerste instantie als staatsvijandig bestempeld, maar door de veranderingen onder Gorbatsjov (de perestrojka) ontving zij later de Russische Arkadi Gajdar-prijs. Van het boek zijn meer dan een miljoen exemplaren verkocht. Het boek is ook verfilmd.
Veel van De Groens boeken spelen zich af op de Balkan. Haar roman Tuig gaat over de Bosnische Burgeroorlog. Ze kreeg er onderscheidingen voor in onder andere Engeland en Zwitserland. In bewerkte vorm is het boek later uitgebracht onder de titel Mijn buren, mijn vijanden.
In de loop van de jaren 80 begon De Groen zich te interesseren voor kernenergie. Haar boek Straling, mag het ietsje meer zijn? verkocht in Nederland 60.000 exemplaren. Ook presenteerde zij een Teleac-cursus.
In samenwerking met Press Now en de OVSE schreef ze een reportage-essay met feiten en bronvermeldingen over de geschiedenis van Kosovo, voor de Albanezen en Serviërs, die de geschiedenis van Kosovo alleen uit eigen perspectief kennen. Een Engelse versie verscheen onder de titel Too early to get along.
Voor de Europese Parlementsverkiezingen van 2004 kandideerde Els de Groen zich op de tweede plaats van de lijst Europa Transparant. De lijsttrekker was Paul van Buitenen. De Groen en Van Buitenen wonnen voor Europa Transparant beiden een zetel in het Europees Parlement, binnen de fractie De Groenen/Vrije Europese Alliantie. Anders dan Van Buitenen nam De Groen ook standpunten in die buiten het terrein van financieel (wan)beleid lagen. De hieruit resulterende onenigheid tussen beide politici leidde in april 2005 tot het verzoek van Van Buitenen aan Els de Groen om de fractie te verlaten. De Groen weigerde dit en sindsdien werkte zij als onafhankelijk parlementariër binnen de EGP/EVA-fractie. Bij de verkiezingen voor het Europees Parlement in 2009 zag De Groen ervan af zich opnieuw te kandideren.
Els de Groen is gehuwd en heeft een dochter en een zoon.